# ナタリア・ゴンチャロワ (バレーボール)
- ナターリヤ・ゴンチャロワ

ナタリア・オレゴヴナ・ゴンチャロワ（ロシア語: Ната́лья Оле́говна Гончаро́ва, 英表記：Natalia Olegovna Goncharova、1989年6月1日 - ）は、ロシア国籍の女子バレーボール選手である。

## 来歴
ソビエト連邦（現在のウクライナ、当時のウクライナ・ソビエト社会主義共和国）のスコーレ出身。
2006年の欧州ジュニア選手権でMVPを受賞し、2007年にはディナモ・モスクワに入団した。2010年に日本で行われた世界選手権では、ピンチブロッカーとして何度か出場した。時々スターティングメンバーとしても出場した。
2012年ロンドンオリンピックでは、スタンディングメンバーとして出場。
2013年はオポジットとしてアウトサイドヒッターのタチアナ・コシェレワとともにエースとして活躍。
スパイクを打つときは逆足の右足で踏み切り、高い決定力を誇る。
ウクライナの代表選手として活躍していたが、ロシアからのオファーを迷わず受けたという。出身のウクライナでジュニア代表経験があるため、2008年にロシア国籍を取得後、FIVBの規定で2年間はナショナルチームでプレーできなかったが、2010年21歳の時に1名しか認められない帰化選手枠で代表に選出された。
2012年、結婚して登録名をゴンチャロワからオブモチャエワに変更した。同年7-8月のロンドンオリンピックに出場した。
2013年9月、欧州選手権では12年ぶりの優勝に大きく貢献した。2014年のワールドグランプリで銅メダルを獲得した。同年9-10月の世界選手権に出場した。
2015年、ワールドグランプリで銀メダルを獲得し、自身もベストオポジット賞に選ばれた。

## 人物
- ロシアリーグには姉のバレリア・ゴンチャロワもプレーしていた。

- 2012年に元バレー選手アレクセイ・オブモチャエフと結婚するが2016年に離婚。

## 球歴
- オリンピック - 2012年、2016年
- 世界選手権 - 2010年、2014年、2018年
- ワールドカップ - 2015年、2019年
- グラチャン - 2017年
- ワールドグランプリ - 2011年、2013年、2014年、2015年、2016年
- ヨーロッパ選手権 - 2011年、2013年、2015年、2017年、2019年

## 受賞歴
- 2015年
  - ワールドグランプリ ベストオポジット賞
  - ワールドカップ ベストオポジット賞[2]
  - 2016年ヨーロッパクアリフィケーションMVP

## 所属クラブ
- ディナモ・モスクワ（2007年 - ）